# Jouni Backman
 Jouni Ensio Backman (ur. 30 marca 1959 w m. Savonlinna) – fiński polityk i samorządowiec, poseł do Eduskunty, w latach 1995–1999 i 2002–2003 minister.

## Życiorys
Studiował nauki społeczne. Zaangażował się w działalność polityczną w ramach Socjaldemokratycznej Partii Finlandii. W latach 1984–1989 wchodził w skład Valtion nuorisoneuvosto (państwowej rady do spraw młodzieży), a od 1984 do 1986 był wiceprzewodniczącym socjaldemokratycznej młodzieżówki Sosialidemokraattiset Nuoret. W 1985 wybrany po raz pierwszy na radnego miejscowości Savonlinna, w latach 2009–2012 przewodniczył radzie miejskiej. W latach 1987–2007 i 2011–2015 sprawował mandat deputowanego do Eduskunty.
Był członkiem pierwszego i drugiego rządu Paava Lipponena. Od kwietnia 1995 do kwietnia 1999 pełnił funkcję ministra w ministerstwach finansów i spraw wewnętrznych (podległego ministrom kierującym tymi resortami). Od maja 2002 do maja 2003 zajmował stanowisko ministra środowiska. Był też przewodniczącym frakcji poselskiej SDP (2003–2007, 2011–2015) i członkiem rady dyrektorów Yleisradio (2006–2011). W latach 2007–2011, gdy nie wykonywał mandatu posła, pracował jako doradca w przedsiębiorstwie Tieto. Po ponownym odejściu z parlamentu został doradcą w instytucie badawczym Sitra.